# 小国町 (新潟県)

長岡市における平成の大合併。当町は南西部に位置する。

小国町（おぐにまち）は、新潟県の中南部に位置していた刈羽郡の町。長岡市への通勤率は14.4%（平成12年国勢調査）。2005年4月1日に周辺の町村とともに長岡市に編入合併した。

## 地理
信濃川水系の渋海川中流域の丘陵地帯にあり、東西を関田山地と八石山地にはさまれている。中央部には盆地が開けており、そのような地形が古くは「一小国の観を呈す」といわれ、それが町名の由来の一説である。また盆地であるため独自の文化や伝統が発展した。町域は越後国の刈羽郡と魚沼郡にまたがっている。
2005年現在、長岡市、小千谷市、柏崎市などを中心とする複数の生活圏にまたがっている。
- 山：八石山（刈羽三山の一つ）
- 河川：渋海川

### 隣接していた自治体
北から時計回りに
- 三島郡越路町
- 小千谷市
- 中魚沼郡川西町
- 刈羽郡高柳町
- 柏崎市

## 歴史
- 1889年4月1日：町村制施行に伴い刈羽郡に以下の11村が成立。
  - 森光村 ← 森光村
  - 小栗山村 ← 小栗山村
  - 増田村 ← 山野田村，三桶村，苔野島村，原村
  - 結城野村 ← 諏訪井村，太郎丸村，小国沢村，上岩田村，楢沢村
  - 法末村 ← 法末村
  - 中里村 ← 上谷内新田，相ノ原村，新町村，二本柳村，法坂村，桐沢村
  - 横沢村 ← 横沢村
  - 武石村 ← 武石村
  - 七日町村 ← 七日町村
  - 山横沢村 ← 山横沢村
  - 千谷沢村 ← 千谷沢村, 上新田村，下新田村
- 1900年2月23日：森光村, 小栗山村が合併して森山村となる。
- 1901年11月1日：森山村, 増田村, 結城野村, 法末村が合併して上小国村となる。
- 1949年7月1日：中里村, 横沢村, 武石村, 七日町村が合併して小国村となる。
- 1955年1月10日：小国村が山横沢村を編入。
- 1956年9月30日：小国村と上小国村が合併し小国町を新設。
- 1957年7月5日：千谷沢村の一部（渋海川東側の通称鷺の島、千谷沢、原小屋）を合併する。
- 2001年：八王子トンネル開通。
- 2001年11月30日：国道291号新桜町トンネル開通。
- 2004年4月1日：福祉バス（小国町役場～上小国各地区、八王子）運行開始[1]。
- 2004年
  - 7月：平成16年7月新潟・福島豪雨（7.16水害）が発生。町内各地で甚大な水害が発生[2]。
  - 夏～秋：過去最多の台風10個上陸。
  - 10月23日：平成16年新潟県中越地震が発生。小国町は最大震度6強で、全壊家屋277棟など甚大な被害を受ける[3]。
- 2005年
  - 2月：19年振りの記録的豪雪。
  - 4月1日：中之島町，越路町，三島町，山古志村とともに長岡市へ編入合併し、消滅。

## 行政
- 町長 大橋義治（2000年8月30日 - 2005年3月31日）

### 警察署・交番
- 柏崎警察署（所轄）
  - 小国交番

## 経済

### 産業
- 小国町に本店等を置く主な企業
  - 上越工業
- 小国町に業務拠点等を置く主な企業
  - 鳴島工業
  - ピーコック
  - 研精舎
- 農業が主体で、山間部では棚田を利用した稲作が行われる。
  - 小国産のコシヒカリは、米柄データバンクにおいて魚沼産コシヒカリとともにAランクに格付けされている。
- 紙すきの伝統があり小国和紙として知られる。
- 特産品としてぎんなんを生産しており、ぎんなんアイス、ぎんなんワインなどのオリジナル商品の開発、加工販売もしている。
- かつては中央部を東西に横断する街道が存在し、沿線の新町地区などには商業集積が存在していた。しかし、道路網の整備によって通過交通が移転してしまったこと等により、現在では寂れてしまっている。

### 金融機関
- 新潟大栄信用組合
  - 小国支店
- 柏崎農業協同組合
  - 小国支店、上小国支店

## 姉妹都市・提携都市

### 国内
- 武蔵野市（東京都）
1989年9月友好都市提携

### 海外
- ロマンモティエ町（スイス）
1986年6月4日姉妹都市提携

## 教育

### 高等学校
- 新潟県立柏崎高等学校小国分校(合併後の2008年に閉校)

元は新潟県立柏崎農業高等学校（現・新潟県立柏崎総合高等学校）の分校だったが1974年に移管された。小国中学校卒業生には地域推薦制度が存在した。

### 中学校
- 小国中学校

### 小学校
- 渋海小学校(現・小国小学校)
- 下小国小学校(同)
- 上小国小学校(同) - 1988年に上小国小と法末小が統合し、統合校として開校[5]。

## 交通

### 鉄道
- 町域内に鉄道はない。最寄駅は信越本線塚山駅、上越線小千谷駅など。塚山駅から車で10分、小千谷駅から車で15分。路線バスは塚山駅と小千谷駅から接続している。
- 新幹線の最寄駅は長岡駅である。長岡駅から車で40分。最寄の塚山駅、小千谷駅へは鉄道で20分。路線バスも長岡駅から接続している。関東方面からは越後湯沢駅か浦佐駅で上越線に乗り換え小千谷駅を利用するほうが利便性が高い。
- 他の周辺市町村とともに長岡市～上越市間の信越本線高速化整備を推進している。

### 道路
高速道路
- 町内に高速道路はない。以下のインターチェンジが最寄となる。
  - 関越自動車道小千谷ICまで車で10分
  - 北陸自動車道柏崎ICまで車で25分
- 周辺市町村とともに関越自動車道の小千谷IC～長岡IC間に越路長岡南スマートインターチェンジ（現長岡南越路SIC）の整備を推進していた。

一般道
- 町内を一般国道3路線、主要地方道3路線、一般県道7路線が通っている。

一般国道
- 国道291号
  - 桜町トンネル
- 国道403号
  - 大白倉バイパス（一部未開通）
- 国道404号

主要地方道
- 新潟県道11号柏崎小国線
- 新潟県道25号柿崎小国線
- 新潟県道56号小千谷大沢線

一般県道
- 新潟県道171号塚山小国線
- 新潟県道252号田代小国線
- 新潟県道341号大沢小国小千谷線
- 新潟県道357号千谷沢小千谷線
- 新潟県道445号法末真人線
- 新潟県道520号法坂柿木線
- 新潟県道572号諏訪井太郎丸線

主な林道
- 広域基幹林道八石山線[6]

### バス
- 越後交通（小千谷営業所）
  - 小国車庫前 - 塚山駅前 - 長岡駅前 線
  - 小国車庫前 - 小千谷駅前 - 小千谷車庫前 線
  - その他の路線
- 小国車庫前 - 大貝線など町内交通の路線は町が補助して運行する福祉バス（兼通学バス）であり、運賃は無料で乗車することができる。
- 高速バスの最寄停留所は小千谷バスストップである。

## 名所・旧跡・観光スポット・祭事・催事
- 越後おぐに森林公園（現・長岡市おぐに森林公園） - 延命寺ヶ原森林公園として1979年竣工[7]。
  - 紙の美術博物館 - 1996年4月オープン[8][9]。
  - 養楽館（日帰り入浴施設） - 1996年4月オープン[8][9]。
- 木喰仏仁王尊
- 木喰仏立木観音
- 大塔塚（王統塚）
- 小国御陵
- 巫女爺（みこじさ）
- 小国城址
- 小国八景
- 八石山遊歩道 - 1990年4月オープン[10]。
- 小国芸術村会館 - ふるさとC&Cモデル事業として整備され[11]、空き家を活用して1988年開館[12]。所在する山野田集落は中越地震の甚大な被害により全戸移転となった[13]。
- 民俗資料館 - 1990年8月オープン[14]。
- 法末自然の家やまびこ - 旧法末小学校校舎を改修し、1990年5月オープン[15]。
- ステーキハウス八石 - 1989年5月オープン[16]。

### 祭事・催事
- おぐに雪まつり - 1988年から開催[17]。
- おぐに秋祭り
- もちひとまつり
- おぐに大花火大会
- 小国町町民体育大会
- 雪上エンデューロ大会

## 出身有名人
- 山口権三郎（新潟県議会議長、実業家）
- 林家こん平（落語家。千谷沢（ちやざわ）地区出身）
- 羽鳥徹哉（日本文学研究者、成蹊大学名誉教授）